# Gromada Kobyłka
Die Gromada Kobyłka war eine Verwaltungseinheit in der Volksrepublik Polen zwischen 1954 und 1956. Verwaltet wurde die Gromada vom Gromadzka Rada Narodowa, dessen Sitz sich in Kobyłka befand und aus 27 Mitgliedern bestand.
Die Gromada Kobyłka gehörte zum Powiat Wołomiński in der Woiwodschaft Warschau und bestand aus den Dörfern Antolek, Grabicz, Jędrzejek, Kobyłka, Mareta, Maciołki, Nadarzyn, Piotrówek, Sosnówka und Ulasek, ehemaligen Gromadas der aufgelösten Gmina Kobyłka.

Zum 1. Januar 1957 wurde die Gromada Kobyłka aufgelöst und Kobyłka erhielt den Status eines Osiedle (Siedlung) und 1969 dann Stadtrecht.